# Steffen Hagemann
Steffen Hagemann (* 1978) ist ein deutscher Politikwissenschaftler.

## Leben
Hagemann studierte von 1998 bis 2004 Politikwissenschaft an der Philipps-Universität Marburg, der Universität Tel Aviv und der Freien Universität Berlin (Diplom-Politikwissenschaftler). 2009 wurde er bei Hajo Funke am Fachbereich für Politik- und Sozialwissenschaften an der FU Berlin mit der Dissertation Die Siedlerbewegung. Fundamentalismus in Israel zum Dr. phil. promoviert. Seit 2010 war er Wissenschaftlicher Mitarbeiter am Fachbereich Sozialwissenschaften an der Technischen Universität Kaiserslautern. Er war an der Universität Tel Aviv und Haifa sowie als Gastwissenschaftler am Bucerius-Institut für die Erforschung der deutschen Geschichte und Gesellschaft der Gegenwart tätig. Von 2018 bis 2022 war Hagemann Leiter des Büros Tel Aviv der Heinrich-Böll-Stiftung. Seine Forschungsschwerpunkte sind Demokratie, Autoritarismus, Politische Kultur, Soziale Bewegungen, Religion, Emotionen und Israel.

## Schriften (Auswahl)
- Für Volk, Land und Thora. Ultra-Orthodoxie und messianischer Fundamentalismus im Vergleich (= 	Schriftenreihe Politik und Kultur. 8). Schiler, Berlin 2006, ISBN 3-89930-154-4.
- Israel. Wissen, was stimmt (= Herder-Spektrum. Bd. 6159). Herder, Freiburg im Breisgau u. a. 2010, ISBN 978-3-451-06159-2.
- Die Siedlerbewegung. Fundamentalismus in Israel (= Wochenschau Wissenschaft). Wochenschau Verlag, Schwalbach 2010, ISBN 978-3-89974-615-0.
- mit Micha Brumlik (Hrsg.): Autoritäres Erbe und Demokratisierung der politischen Kultur. Festschrift für Hajo Funke (= Schriftenreihe Politik und Kultur. 11). Schiler, Berlin 2010, ISBN 978-3-89930-313-1.
- mit Lars Rensmann, Hajo Funke: Autoritarismus und Demokratie. Politische Theorie und Kultur in der globalen Moderne (= Wochenschau Wissenschaft). Wochenschau Verlag, Schwalbach 2011, ISBN 978-3-89974-679-2.
- Israel (= Analyse politischer Systeme. Bd. 4). Wochenschau Verlag, Schwalbach 2013, ISBN 978-3-89974-854-3.
- mit Michaele Birk (Hrsg.): The Only Democracy?. Zustand und Zukunft der israelischen Demokratie. AphorismA Verlag, Berlin 2013, ISBN 978-3-86575-039-6.
- mit Wolfgang Tönnesmann, Jürgen Wilzewski (Hrsg.): Weltmacht vor neuen Herausforderungen. Die Außenpolitik der USA in der Ära Obama (= Atlantische Texte. Bd. 39). Wissenschaftlicher Verlag Trier, Trier 2014, ISBN 978-3-86821-548-9.
- Strukturen, Interessen, Identitäten. Mechanismen der Krisenbewältigung in der transatlantischen Gemeinschaft im Kontext konkurrierender Theorieansätze, in: Florian Böller, Steffen Hagemann, Anja Opitz, Jürgen Wilzewski (Hrsg.): Die Zukunft der transatlantischen Gemeinschaft. Externe und interne Herausforderungen, Baden-Baden: Nomos, 2017, S. 29–54. (Mit Florian Böller)
- Make Israel great again? Trump und Israel, in: israel&palästina (3/16, erschienen 2017), S. 53–58.
- Our most trusted friend and ally: Der Topos der Freundschaft in den amerikanisch-israelischen Beziehungen. Eine Untersuchung zum Gaza-Krieg 2014, in: Zeitschrift für Außen- und Sicherheitspolitik, Band 10, Heft 2, S. 191–211.
- Neuordnung der Sicherheitsgemeinschaft: Obama, die transatlantischen Beziehungen und die Bewältigung gemeinsamer sicherheitspolitischer Herausforderungen (mit Florian Böller), in: Jäger, Thomas/Gärtner, Heinz/Wilzewski, Jürgen (Hrsg.): Eine transformative Präsidentschaft. Die USA in der Ära Barack Obama. Zeitschrift für Außen- und Sicherheitspolitik 10:2 (Supplement), S. 227–244.